# Ephrata (Waszyngton)
Ephrata – miasto (city), ośrodek administracyjny hrabstwa Grant, w środkowej części stanu Waszyngton, w Stanach Zjednoczonych. W 2010 roku miasto liczyło 7644 mieszkańców.
Pierwsi osadnicy przybyli tu w 1882 roku, w 1909 roku nastąpiło oficjalne założenie miasta. Nazwa miasta prawdopodobnie nawiązuje do biblijnej Efraty.